# Jurgen Vogli
Jurgen Vogli (sinh 12 tháng 6 năm 1993) là một cầu thủ bóng đá Albania thi đấu cho Shkumbini Peqin ở Giải bóng đá hạng nhất quốc gia Albania.